# Sandean Tonga
Sandean Tonga is een bestuurslaag in het regentschap Padang Lawas Utara van de provincie Noord-Sumatra, Indonesië. Sandean Tonga telt 171 inwoners (volkstelling 2010).